# Sint-Ambrosiuskerk (Dilbeek)

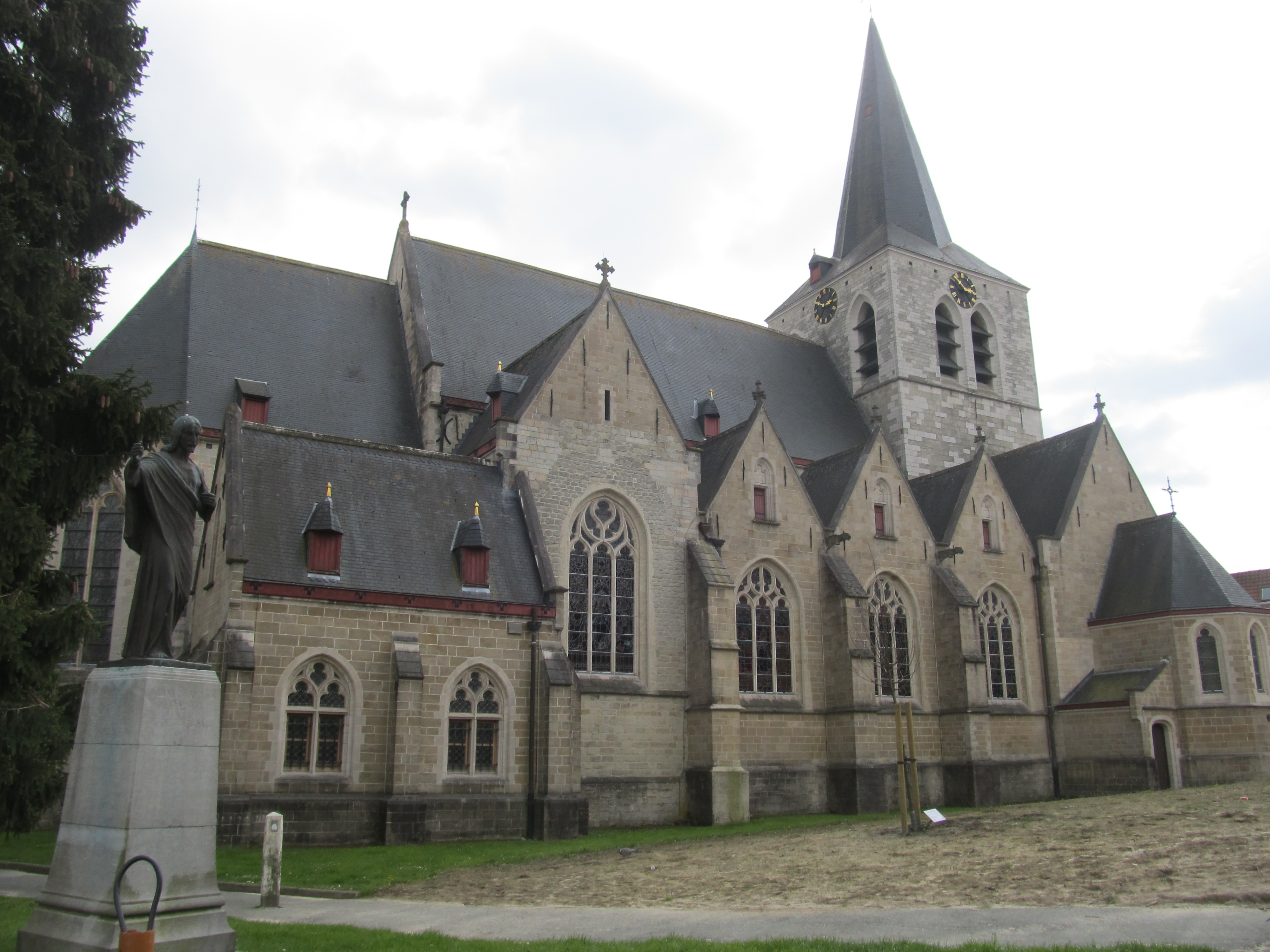
Sint-Ambrosiuskerk

De Sint-Ambrosiuskerk is de parochiekerk van de Vlaams-Brabantse plaats Dilbeek, gelegen aan de Verheydenstraat.

## Geschiedenis
De kerk zou zijn opgericht tussen de 9e en de 11e eeuw. In 1075 werd voor het eerst melding gemaakt van een parochie die tot kort na dit jaar nog afhankelijk was van de parochie te Anderlecht.
Mogelijk werd het kerkgebouw in 1271 gesticht. De vroeggotische westtoren is 13e-eeuws. Het laatgotisch schip, transept en koor werden gebouwd in de 14e en 15e eeuw. Een en ander werd uitgevoerd in natuursteen.
Van 1905-1912 werd de kerk verbouwd naar ontwerp van Henri Valcke, waarbij de zijbeuken werden omgebouwd tot dwarskapellen met neogotische puntgevels. Dit alles werd eveneens uitgevoerd in natuursteen. Tijdens dit werk trof men muurschilderingen van omstreeks 1600 aan.

## Gebouw
Het betreft een driebeukige kruiskerk in witte, lokaal gewonnen, zandsteen. De voorgebouwde westtoren heeft vier geledingen. De gewijzigde zijbeuken werden eveneens in zandsteen uitgevoerd, maar deze was van een andere kwaliteit. Tegen de buitenmuur vindt men enkele 18e-eeuwse grafstenen.

## Interieur
Het hoofdaltaar is van 1930 en het aan Sint-Alena gewijd zuidelijk zijaltaar is neogotisch (1913). Het heeft een houten Sint-Alenabeeld van omstreeks 1500. Het noordelijk zijaltaar is gewijd aan Sint-Anna-ten-drieën en heeft een 16e-eeuws beeld van deze heilige.
Er is een gepolychromeerd Sint-Ambrosiusbeeld (1919), een 18e-eeuws beeld van Antonius van Padua, een biechtstoel in Lodewijk XIII-stijl (1652), een 17e-eeuwse preekstoel en nog een 18e-eeuwse biechtstoel.
De kerk bezit een 17e-eeuws schilderij door Gaspar de Crayer dat de doop van de heilige Alena voorstelt.